# Collinsville (Oklahoma)
Collinsville – miasto w Stanach Zjednoczonych, w stanie Oklahoma, w hrabstwie Tulsa.